# Anatoxina-a
Anatoxina-a, também conhecida como "Fator de Morte Muito Rápido" (em inglês:  Very Fast Death Factor (VFDF), é uma cianotoxina e amina secundária bicíclica, alcaloide, com neurotoxidade aguda. A toxina é produzida por pelo menos 5 gêneros diferentes de cianobactérias, incluindo Anabaena flos-aquae, Oscillatoria spp., Anabaena circinalis, Aphanizomenon flos-aquae e Cylindrospermum spp e teve presença relatada na América do Norte, Europa, África, Ásia e Nova Zelândia. A toxina é muito menos provável de ser identificada no hemisfério sul. Os sintomas de exposição à anatoxina são perda de coordenação motora, fasciculação muscular, convulsões e morte por paralisia respiratória. Seu modo de ação é pelo receptor nicotínico, onde age como análoga da acetilcolina. A molécula não é degradada pela colinesterase, por isso causa estimulação permanente das células musculares levando à paralisia. É uma das mais poderosas moléculas agonistas do receptor nicotínico de acetilcolina.

## Mecanismo de ação
A anatoxina-a age como potente agonista do receptor nicotínico, impedindo a despolarização dos receptores nicotínicos colinérgicos existentes nos músculos esqueléticos estriados dos mamíferos. Sugere-se que ativando o receptor nicotínico de acetilcolina pós-sináptico, ativa-se um fluxo de sódio, gerando despolarização que abre canais do cátion de sódio e canais de cálcio dependentes de voltagem. O neurônio seguinte amplifica a resposta, ativando mais canais de cálcio. Essa despolarização causa um bloqueio na transmissão elétrica que pode gerar paralisia, asfixia decorrente da paralisia do músculo diafragma e morte.
Estudos in vitro mostraram estimulação do sistema nervoso simpático em ratos, por meio da liberação de catecolaminas. Foi relatada apoptose em células não neuronais.